# وودورازدلنویه
وودورازدلنویه (به لاتین: Vodorazdelnoye) یک منطقهٔ مسکونی در روسیه است که در استان آمور واقع شده‌است.